# Джон Кейсік
Джон Річард Кейсік (англ. John Richard Kasich; нар. 13 травня 1952, Маккіс-Рокс, Пенсільванія) — американський політик, який представляє Республіканську партію. 69-й губернатор штату Огайо з 2011 по 2019.

## Біографія

### Ранні роки і освіта
Джон Кейсік народився у Маккіс-Рокс, промисловому районі міста Піттсбург, штат Пенсільванія, у родині Анни і Джона Кейсік, який працював листоношею. Його батько був чеського походження, а мати хорватського. Після закінчення середньої школи у Маккіс-Рокс, Кейсік вступив до Університету штату Огайо, де приєднався до братерства Alpha Sigma Phi. У 1974 році він отримав ступінь бакалавра мистецтв у галузі політології.

### Політична кар'єра
Після закінчення навчання Кейсік працював науковим співробітником у легіслатурі штату Огайо. З 1975 по 1978 рік він був помічником з адміністративних питань тодішнього сенатора штату База Лакенса.
У 1978 році Кейсік був обраний до сенату штату Огайо. На виборах він переміг чинного сенатора-демократа Роберта О'Шонессі, набравши 56 % голосів. У віці 26 років він став наймолодшим в історії сенатором штату Огайо. Одним з його перших дій як сенатора була відмова від підвищення зарплати.
У 1982 році Кейсік балотувався до Палати представників США. Він виграв республіканські праймеріз, набравши 83 % голосів. На загальних виборах він переміг чинного конгресмена-демократа Боба Шаманскі (50 % і 47 % голосів відповідно). Після 1982 Кейсік був переобраний вісім разів.
У 1995 році, коли республіканці отримали більшість у Конгресі США, Кейсік був обраний головою бюджетного комітету. У 1995 році, коли Кейсік очолив бюджетний комітет, федеральний бюджет США мав дефіцит близько $ 163 млрд, а по завершенні його перебування на посаді, у 2001 році, бюджет мав профіцит більш ніж $ 236 млрд.
Кейсік також обіймав посаду голови комітету Конгресу з реформи системи соціального забезпечення.
Кейсіч не став домагатися переобрання у 2000 році, а замість цього вирішив балотуватися на посаду президента США. Однак через погане збирання коштів, Кейсік припинив боротьбу.
З 2001 по 2007 рік Кейсік був ведучим програми Heartland with John Kasich на телеканалі Fox News Channel. Він також брав участь у телешоу Hannity & Colmes і Hannity.
Кейсік був членом ради директорів декількох корпорацій, у тому числі Invacare Corporation і Norvax Inc. У 2001–2008 роках він був керуючим директором відділення інвестиційного банку Lehman Brothers у Колумбусі.
Республіканці пропонували Кейсіку висунути свою кандидатуру на посаду губернатора штату Огайо у 2006 році, але він відмовився вступити у перегони. 1 червня 2009 Кейсік офіційно оголосив про намір балотуватися на посаду губернатора. На загальних виборах 2 листопада 2010 він переміг чинного губернатора-демократа Теда Стрікленда. Він був приведений до присяги опівночі 10 січня 2011 на приватній церемонії у Театрі Огайо у Колумбусі.

### Особисте життя
З 1975 по 1980 рік Кейсік був одружений з Мері Лі Гріффіт. Дітей у них не було, а після розлучення Мері Лі брала участь у його передвиборчих компаніях. У 1997 році Кейсік одружився з Карен Волдбілліг, у них доньки-близнюки Емма і Різ.
Кейсіч є автором трьох книг: Courage is Contagious (1998), Stand for Something: The Battle for America's Soul (2006) і Every Other Monday (2010).